# Vegard Solheim
Vegard Solheim, né le 10 août 2004 à Tysvær en Norvège, est un footballeur norvégien, qui évolue au poste d'arrière droit au FK Haugesund.

## Biographie

### En club
Né à Tysvær en Norvège, Vegard Solheim joue pour le Skjold IL avant de rejoindre le FK Haugesund. Le 17 février 2022, il est officiellement promu avec l'équipe première.
Il joue son premier match en professionnel le 3 avril 2022, lors d'une rencontre d'Eliteserien, l'élite du football norvégien contre le Sandefjord Fotball. Il entre en jeu à la place de Christos Zafeiris et son équipe est battue par trois buts à un.
Le 17 avril 2024, Vegard Solheim rejoint le Sandnes Ulf sous la forme d'un prêt. Il est toutefois rappelé prématurément de son prêt le 15 juillet 2024 pour intégrer l'équipe première du FK Haugesund .

### En sélection
Vegard Solheim représente l'équipe de Norvège des moins de 18 ans pour un total de quatre matchs joués, tous en 2022.